# إيثيل ساندز
كانت إيثيل ساندز (6 يوليو 1873- 19 مارس 1962) فنانة ومضيفة أمريكية المولد عاشت في إنجلترا منذ طفولتها. درست الفن في باريس، حيث التقت شريكة حياتها آنا هوب هدسن (نان). كانت أعمالها عمومًا لوحات طبيعة صامتة وتصاميم داخلية، غالبًا لشاتو دوبيغار الذي تشاركته وهدسن. كانت هدسن عضوًا في مجموعة فيتزوري ستريت ومجموعة لندن. أعمالها موجودة في معرض اللوحات القومي بلندن ومجموعات عامة أخرى. مُنحت في 1916 الجنسية البريطانية. ورغم أنها راعية فن كبرى، تُذكر بالدرجة الأولى على أنها مضيفة للنخبة الثقافية بما فيها هنري جيمس وفرجينيا وولف وروجر فراي وأوغستس جون.

## نشأتها
وُلدت إيثيل ساندز في 6 يوليو 1873 في نيوبورت برود آيلاند، وكانت الطفلة البكر لماري مورتون هارتبينس ومالون داي ساندز، الذين تزوجا في 1872. كان مالون ساندز أمينًا لرابطة التجارة الحرة الأمريكية، والذي دعا في 1870 إلى إصلاح الخدمات المدنية والتجارة الحرة. كان شريكًا في شركة استيراد الأدوية خاصة أبيه الراحل والمسماة أيه. بي. ساندز وشركاؤه. كان لإيثيل أخوين أصغر منها، مالون آلن ومرتون هاركورت ساندز، الذين كانا أصغر منها ب5 و11 عام على التوالي.
في 1874، غادرت عائلتها الولايات المتحدة قاصدة إنجلترا، وكانت نيتها زيارة البلاد فقط. لكن مالون ساندز وعائلته ظلوا في إنجلترا وسافروا عبر الدول الأوروبية. كانوا يزورون الولايات المتحدة سنويًا كذلك، وبقيوا هناك في زيارة مطولة من 1877 حتى 1879. حافظوا على منزلهم في نيوبورت برود آيلاند طيلة هذا الوقت.
جال آل ساندز الأثرياء في مجتمع لندن، بما في ذلك الكاتب والسياسي جون مورلي، والسياسي ويليام إيوارت غلادستون، والكاتب هنري جيمس، والفنان جون سينغر سارجنت، وعائلة روتشيلد، وهنري غراهام وايت. كانت أخت مالون، كاثرين، متزوجة من الصحفي والمحرر إدوين لورنس غودكين. كانوا جزءًا من الدائرة الاجتماعية لإدوارد السابع، الذي كان أمير ويلز آنذاك. رسم جون سينغر سارجنت صورة أمها، التي كانت تُعتبر «من شهيرات جميلات المجتمع في عصرها». كان الكاتب هنري جيمس «معجبًا جدًا» بماري ساندز، وكان يسميها «تلك السيدة الفاتنة» وبنى شخصيته البطولية «مدام دو موف» عليها.
تربّت إيثيل في أسرة محترمة من الطبقة العليا حيث كان والداها «في زواج سعيد». في حين أن أباها كان يُعتبر وسيمًا، وأمها جميلة، ذكر أنثوني باول أن بعض الناس كتبوا في مذكراتهم ورسائلهم أنها كانت عادية. في سنواتها اللاحقة، التقاها باول وقال «كانت أناقتها وحسنها وقدرتها على أن تكون مسلية بطريقة لا يشوبها الهراء رائعةً حد أنني اعتقدتُ أيما اعتقاد أنها كانت جميلة في شبابها».
كان أبوها يمارس ركوب الخيل في منتزه هايدي، وأُلقي عن ظهر الحصان ومات ميتة مفاجئة في 1888. ربّت أرملته، ماري ساندز، إيثيل وأخوتها حتى وفاتها في 28 يوليو 1896.

## تعليمها
بعد أن شجعها الفنان جون سينغر سارجنت، درست ساندز الرسم في باريس في أكاديمية كاريير تحت إشراف أوجين كاريير لعدة سنوات بدءًا من 1894. التقت هناك زميلتها الطالبة نان هدسن، المولودة باسم آنا هوب هدسن في الولايات المتحدة، والتي صارت شريكة حياتها. في خلال هذا الوقت، صارت ساندز الوصية على أخويها الأصغرين عقب وفاة أمها في 1896.

## الرسم
رسمت ساندز لوحات الطبيعة الصامتة والمواقع الداخلية. يقترح معرض تيت أنه مستوحى من تقنية الفرشاة الجافة خاصة إدوارد فويار، ولوحته اللونية وتصويره للمشاهد «الحميمية». كان معرضها الأول في صالون دوتون في باريس عام 1904.
في 1907، وبدعوة من والتر سيكرت، صارت عضوًا في مجموعة فيتزوري ستريت وعرضت لوحاتها فيها. اشترت أيضًا أعمال فنانين آخرين. كان إحدى الفنانين الذين أسسوا مجموعة لندن. وفقًا للكاتبة كيت ديبويل، كانت أعمالها وأعمال فانيسا بيل ونساء أخريات تُقيَم تقييمًا مختلفًا عن لوحات الرجال، فكان أفضل نقد تتلقاه أعمال امرأة آنذاك هو أنها تتمتع بفردانية، لكنها لا تُعتبر إبداعية وحديثة كأعمال الرجال.
حظيت في عام 1911 بباريس بأول عرض مخصص لأعمالها. أقامت هدسن وساندز عرضًا في معرض كارفاكس في 1912. في العام التالي كانت جزءًا من عرض «ما بعد الإنطباعيين والتكعيبيين الإنجليز وغيرهم» في برايتون. عُرضت أعمالها في معرض غوبيل، وأقامت في عام 1922 عرضها المنفرد الأول. عرضت أيضًا مرارًا في نادي النساء الفني الدولي ونادي الفن الإنجليزي الجديد.
اشترت هدسن شاتو دوبيغار قرب دييب بفرنسا في 1920، والذي كان موضوع عدة من لوحات ساندز. بعض من لوحاتها الداخلية هي غرفة احتياطية، وشاتو دوبيغار والأبواب المزدوجة، وشاتو دوبيغار. من الأمثلة الأخرى المنظر الطبيعي كنيسة أوبيغار من شاتو بفرنسا، وواحدة لشريكتها نان هدسن تعزف الصبر في أوبيغار. أعمالها موجودة في مجموعات متحف تيت، ومجموعة الفن الحكومية ومتحف فيتزويليام.

## شخصية بارزة وراعية
مثل السيدة سيبيل كولفاكس والسيدة أوتولاين موريل، كانت ساندز تسلّي الفنانين والكتّاب بنية رعاية ومناقشة الأفكار المتعلقة بحياتهم المهنية. لانضمامها إلى مجموعة بلومزبيري، اشتُهرت بأنها «واحدة من مضيفات الفنانين الرائدات في زمانها»، وكانت علاقاتها الفخمة ممكنة ماليًا بسبب الثروة الهائلة التي ورثها عن والديها. كانت مقيمة بصورة رئيسة في منزل أوكسفورد بنيوينغتون حتى عام 1920، لكن عندما كانت في إنجلترا قدمت التسلية كذلك في منزلها بلونديس ستريت بلندن، وبين 1913 و1937 في 15 فال، تشلسي، لندن، حيث عاشت قرب صديق أمها هنري جيمس. كان الفنانون البارزون أوغستوس جون ووالتر سيكريت وهنري جيمس وفيرجينيا وولف وروجر فراي وآرنولد بينيت بين كتّاب «النخبة الثقافية» الذين زاروها. تضمن أصدقاؤها الفنان جاك إيميل بلانش، والكاتبة إديث وارتون، والشاعر ويليام بتلر ييتس، وكاتب المقالات والناقد لوغان بيرسال سميث، والروائي هاورد أوفرينغ ستيرغيس.
التقى ليتون ستراتشي (أحد مؤسسي مجموعة بلومزبيري) بساندز في منزلها، وكتب زوج عمتها إدوين لورنس غودكين عن زيارته القادمة إلى منزل ساندز في أوكسفوردشاير: «هناك لأسبوعين، ثم عودًا إلى «الحروب المقدسة»، والوطنية، والكلام الفارغ..»